# Mid-Western Highway

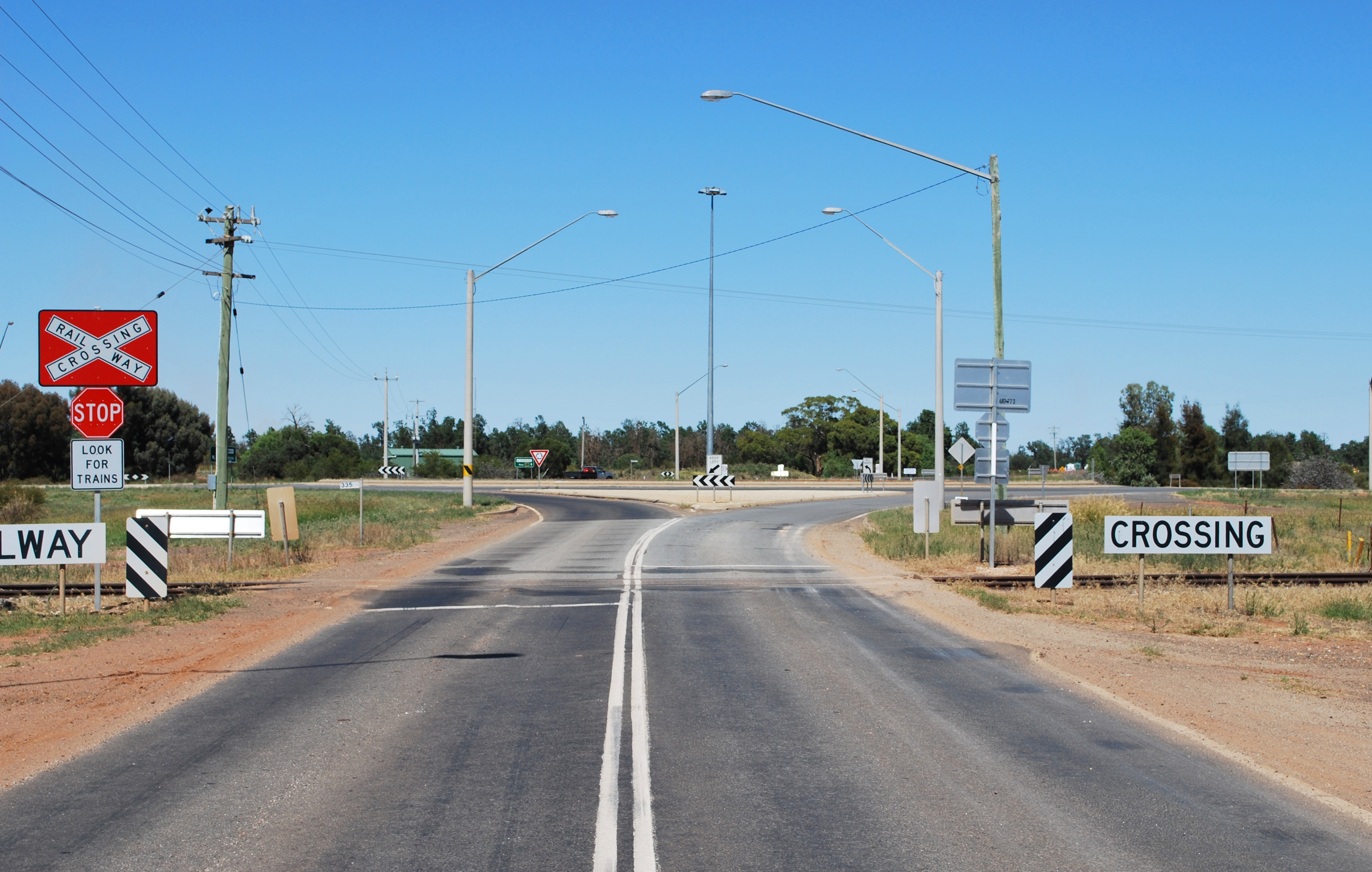
Mid-Western Highway at goolgowi

La Mid-Western Highway est un axe routier long de 522 km en Nouvelle-Galles du Sud en Australie. Orienté est-ouest, elle commence à Bathurst par un embranchement de la Great Western Highway. Elle traverse Blayney, Carcoar, Cowra et Grenfell. A Wyalong West, elle croise la Newell Highway et continue vers l'ouest par Rankins Springs pour s'achever à Hay où elle rejoint la Sturt Highway. 
La Mid-Western Highway est l'itinéraire le plus direct entre Sydney et 
Adélaide, mais depuis que la Hume Highway a été améliorée, le trajet par la Hume Highway et la Sturt Highway par Wagga Wagga est probablement plus facile et plus rapide bien qu'il soit plus lond de près de 20 km. Ce dernier fait également partie du réseau national "Auslink" qui relie Sydney à Adélaide.